# Myzocallis neoborealis
Myzocallis neoborealis är en insektsart som beskrevs av Quednau 1997. Myzocallis neoborealis ingår i släktet Myzocallis och familjen långrörsbladlöss. Inga underarter finns listade i Catalogue of Life.